# Björkliden

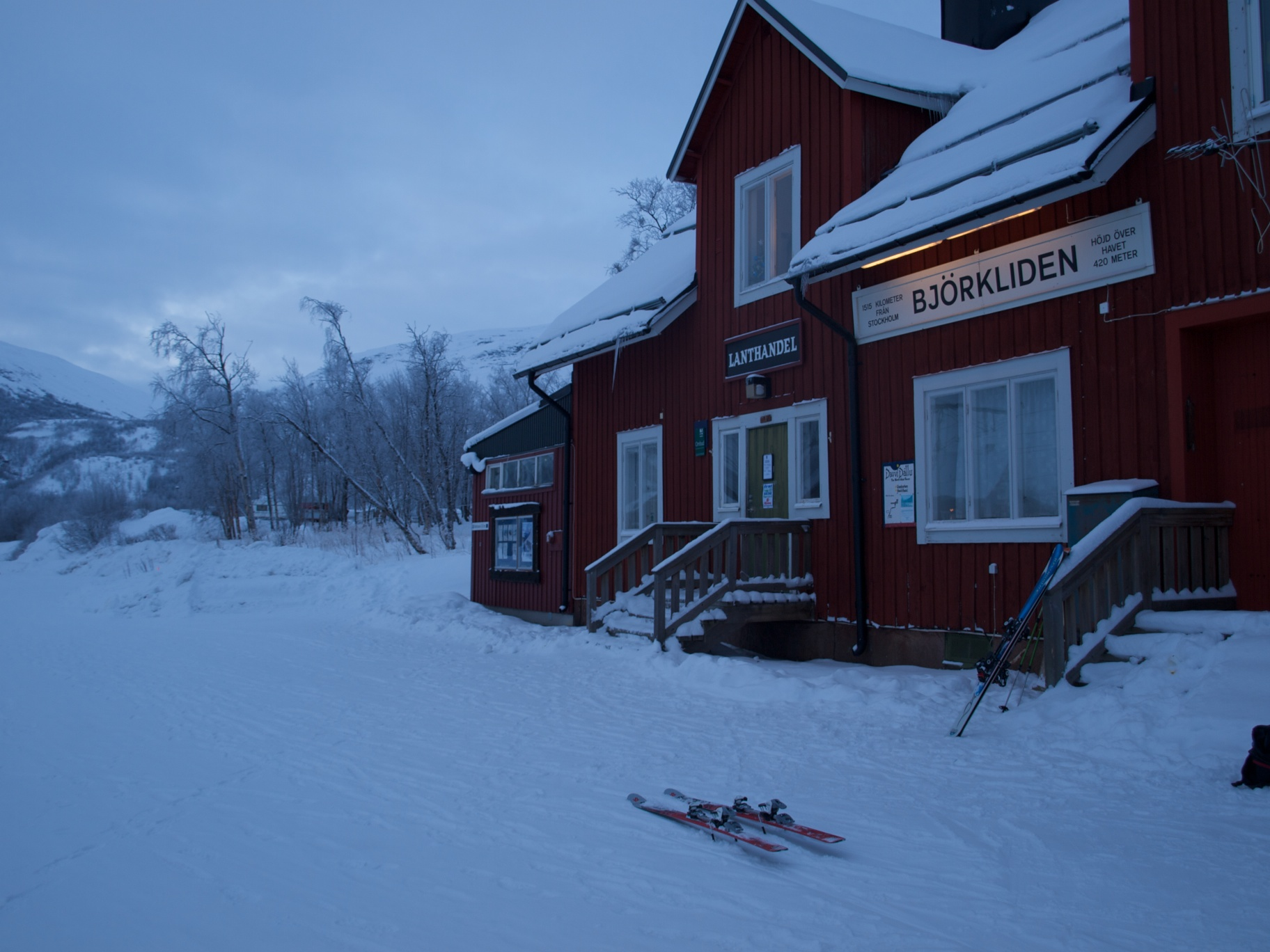
Der Bahnhof von Björkliden.

Björkliden ist ein kleiner Skiort in der schwedischen Gemeinde Kiruna mit bedeutenden Wintersporteinrichtungen.
Die Einwohnerzahl beläuft sich auf 20 Personen. Jedes Jahr wird Björkliden von mehreren Tausend Touristen besucht. Der Ort liegt westlich von Abisko an der schwedischen Erzbahn und besitzt einen Bahnhof. Die Entfernung nach Kiruna beträgt etwa 100 km und zum norwegischen Narvik etwa 75 km.
In Björkliden befindet sich der nördlichste Golfplatz in Schweden, und im Winter bringen fünf Lifte die Besucher zu den 23 Abfahrtspisten. Von hier gehen viele Wanderwege ins nahe Fjäll, zum Beispiel zur etwa zehn Kilometer entfernt liegenden  höchsten Bergbaude Schwedens, der Låktatjåkkastugan auf dem Låktatjåkka, die 1228 Meter über dem Meer liegt. Bei guter Sicht bietet sich ein Ausblick über den See Torneträsk und zu den Bergen Tjuonatjåkka (1554 m ö.h.) und Nissuntjårro (1738 m ö.h.) an.
In der Nähe von Björkliden befindet sich die noch kleinere Siedlung Kopparåsen, an dessen Bahnhof kein Personenzug mehr hält. Hier wurde am 28. Februar 1926 die größte Schneehöhe von 327 cm gemessen.

## Bildergalerie

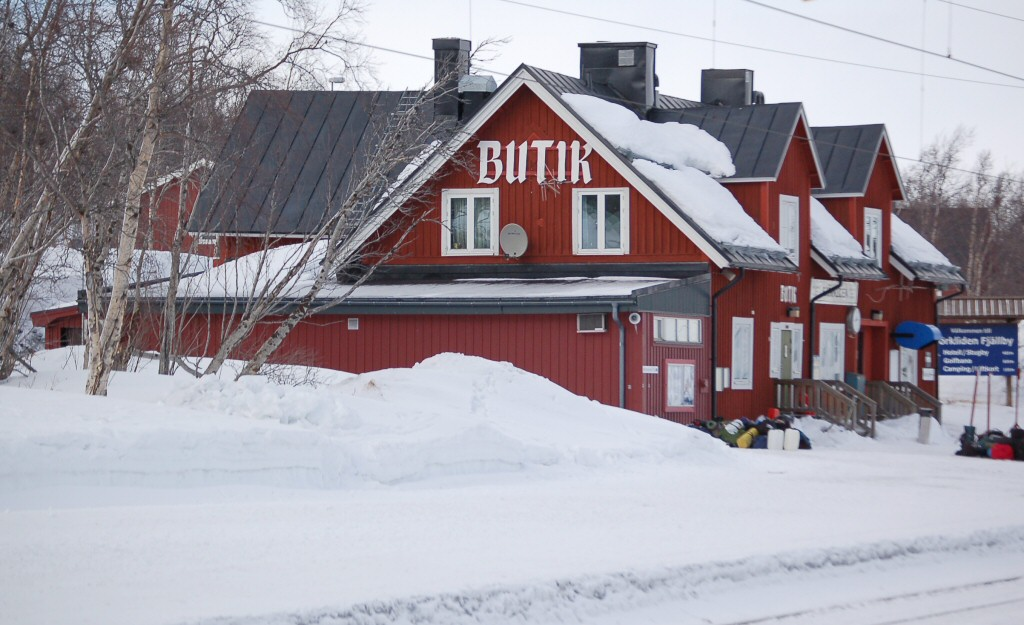
Bahnhof von Björkliden (2006)
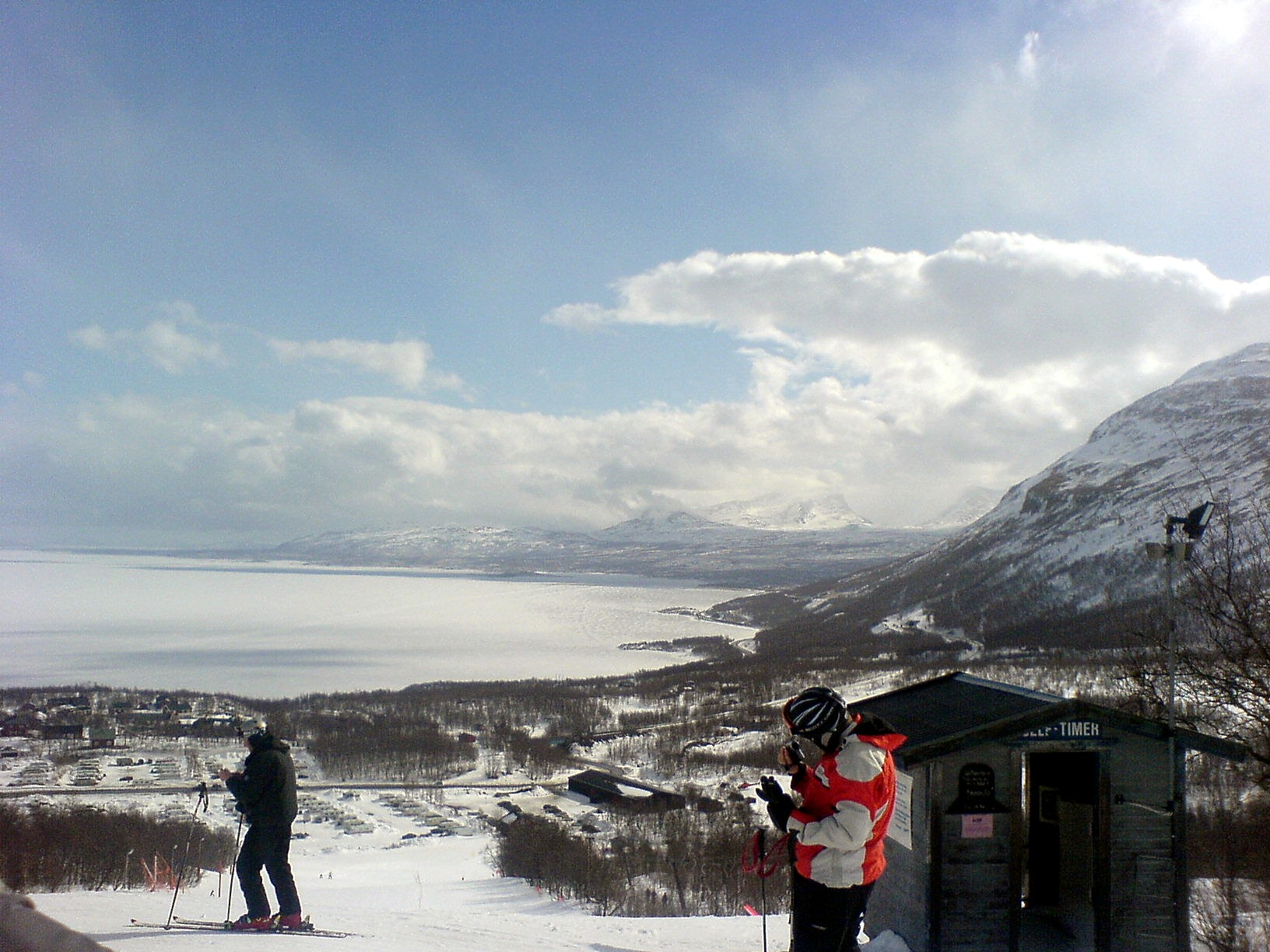
Winterliche Aussicht zum Torneträsk (2007)
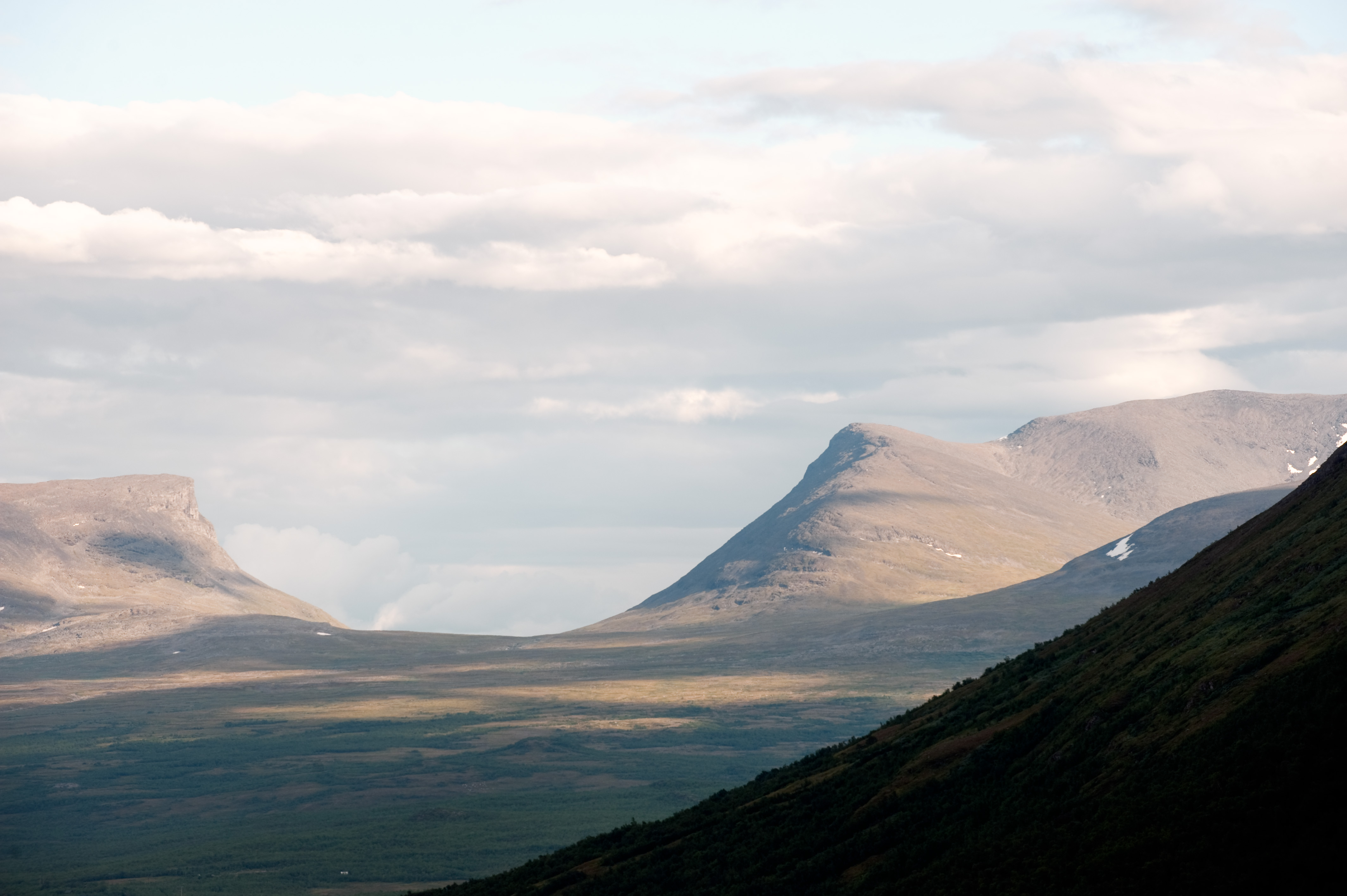
Lapporten von Bjorkliden aus gesehen (2009)
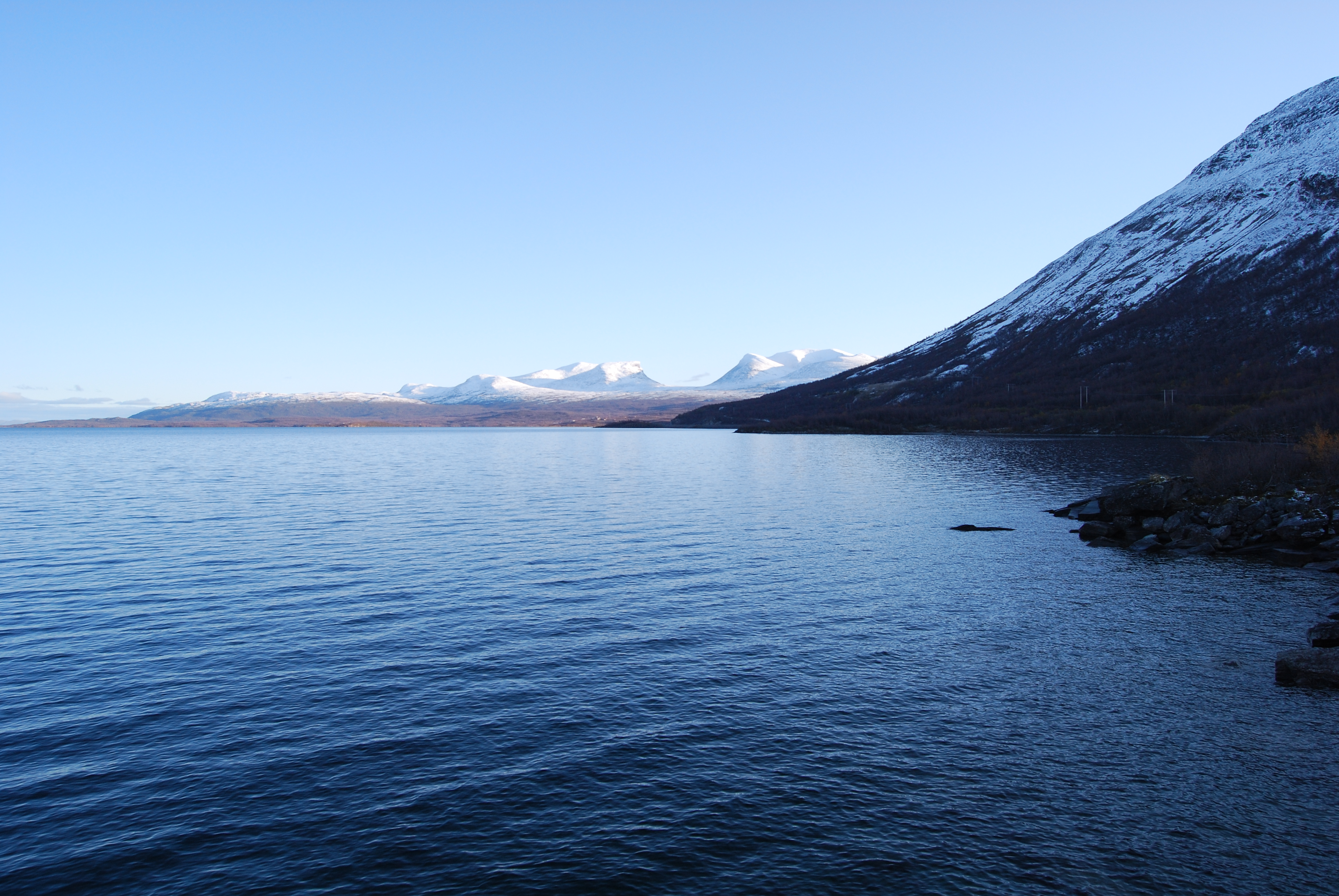
Lapporten und Torneträsk von Björkliden aus gesehen (2009)
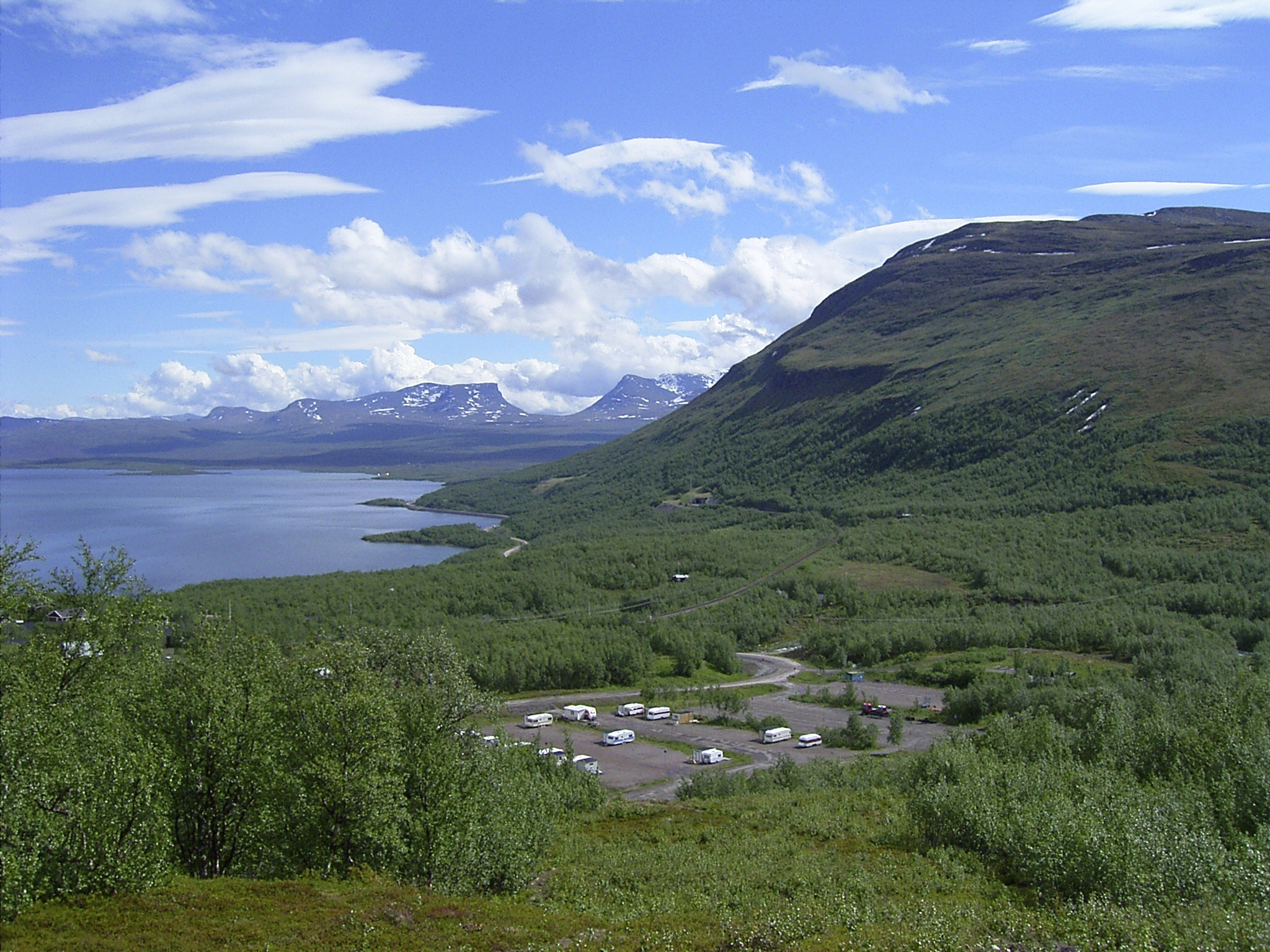
Blick von Björkliden über den Nationalpark mit Lapporten; rechts im Bild der Njulla (2004)
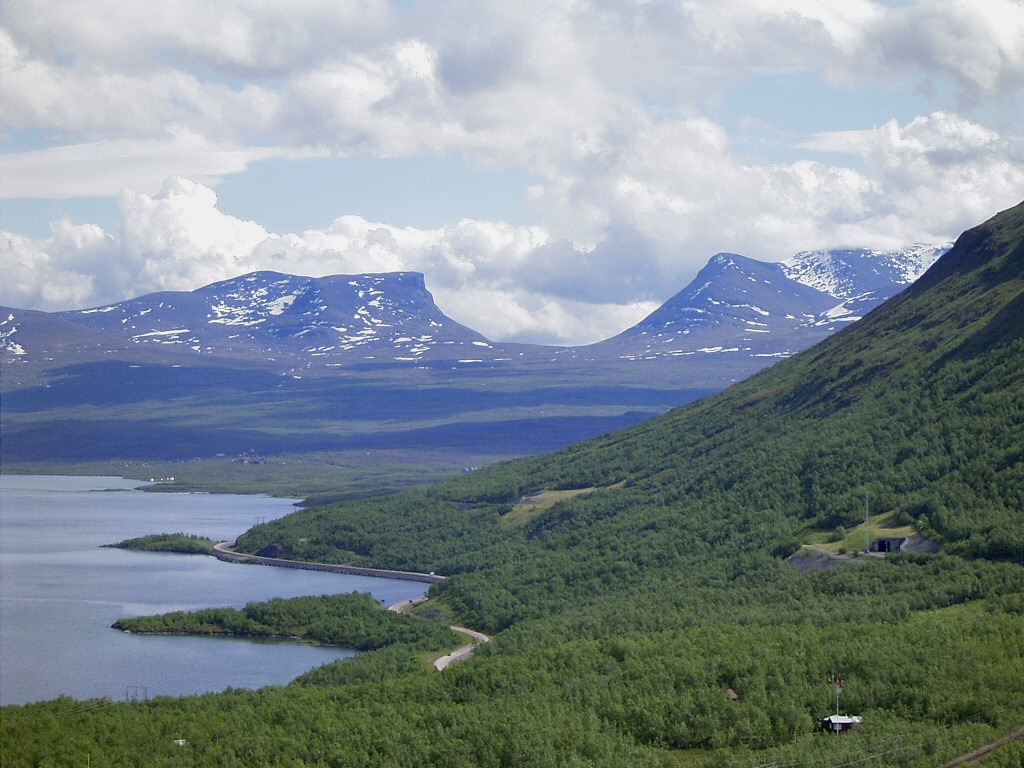
Blick von Björkliden über den Nationalpark mit Lapporten (2004)